# Parnay (Maine i Loara)
Parnay – miejscowość i gmina we Francji, w regionie Kraj Loary, w departamencie Maine i Loara.
Według danych na rok 2010 gminę zamieszkiwały 482 osoby, a gęstość zaludnienia wynosiła 73 osób/km².